# Andrijevac
Andrijevac (1991-ig Ličani) falu Horvátországban, Eszék-Baranya megyében. Közigazgatásilag Koskához tartozik.

## Fekvése
Eszéktől légvonalban 32, közúton 41 km-re nyugatra, községközpontjától 4 km-re délre, Szlavónia középső részén, a Szlavóniai-síkságon, Branimirovac és Ledenik között fekszik.

## Története
A település már a középkorban is létezett. Első írásos említése 1378-ban „Villa Locan” néven történt. 1506-ban „Lychan”, 1507-ben „Lyczan” néven szerepel Szombathely várkastélyának tartozékai között. A középkori település valószínűleg a török hódítás során a 16. században pusztult el. Ezután közel háromszáz évig puszta volt.
A mai település a 19. század első felében „Ličan-puszta” néven mezőgazdasági majorként keletkezett a valpói uradalom erdős, mocsaras területén. Lakosságát az erdőirtással foglalkoztatott, korábbi lakóhelyüket elhagyó munkavállalók alkották. Az erdőirtás fokozatosan szántófölddé változtatta az erdőtalajt. A szántóföldi művelés előtt az árvizek problémáját is meg kellett oldani, ezért nagy arányú csatornázási munkák is folytak. A településnek 1880-ban 29, 1910-ben 19 lakosa volt. Verőce vármegye Nekcsei járásának része volt. Az 1910-es népszámlálás adatai szerint lakosságának 89%-a német, 11%-a horvát anyanyelvű volt. Az első világháború után 1918-ban az új szerb-horvát-szlovén állam, majd később (1929-ben) Jugoszlávia része lett. Az 1920-as években a földreform során jelentős számú szerb lakosság települt be. A második világháború végén a német lakosságot elüldözték, helyükre a háború után főként szerbek települtek. A falu 1991-től a független Horvátországhoz tartozik. 1991-ben lakosságának 89%-a szerb, 3%-a jugoszláv nemzetiségű volt. 2011-ben a falunak 155 lakosa volt.

## Lakossága
| Lakosság változása | Lakosság változása | Lakosság változása | Lakosság változása | Lakosság változása | Lakosság változása | Lakosság változása | Lakosság változása | Lakosság változása | Lakosság változása | Lakosság változása | Lakosság változása | Lakosság változása | Lakosság változása | Lakosság változása | Lakosság változása |
| ------------------ | ------------------ | ------------------ | ------------------ | ------------------ | ------------------ | ------------------ | ------------------ | ------------------ | ------------------ | ------------------ | ------------------ | ------------------ | ------------------ | ------------------ | ------------------ |
| 1857               | 1869               | 1880               | 1890               | 1900               | 1910               | 1921               | 1931               | 1948               | 1953               | 1961               | 1971               | 1981               | 1991               | 2001               | 2011               |
| 0                  | 0                  | 29                 | 60                 | 74                 | 19                 | 41                 | 439                | 482                | 562                | 532                | 527                | 353                | 331                | 191                | 155                |

(1921-ig településrészként, 1931-től önálló településként.)

## Sport
A településen 1991-ig NK Crvena Zvezda néven labdarúgóklub működött.